# Amorfnost
U fizici kondenzovanih materija i nauci o materijalima, amorfna (od grčkog a, „bez”, morphé, oblik, forma) ili nekristalna čvrsta supstanca je čvrsta materija kojoj nedostaje dalekosežnije uređenje, poput onog karakterističnog za kristale. U nekim starijim knjigama ovaj termin je korišten kao sinonim za staklo. U današnje vreme se „staklena čvrsta supstanca” ili „amorfna čvrsta supstanca” smatra sveobuhvatnijim konceptom, a staklo posebnijim slučajem. Staklo je amorfna čvrsta supstanca koja pokazuje staklenu tranziciju. Polimeri su često amorfni. Ostale vrste amorfnih čvrstih materija uključuju gelove, tanke filmove i nanostrukturne materijale poput stakla.
Amorfni materijali imaju unutrašnju strukturu napravljenu od međusobno povezanih strukturnih blokova. Ovi blokovi mogu biti slični osnovnim strukturalnim jedinicama koje se nalaze u odgovarajućoj kristalnoj fazi istog jedinjenja. Da li je materijal tečan ili čvrst, pre svega zavisi od povezanosti njegovih elementarnih blokova, tako da čvrste materije karakteriše visok stepen povezivanja, dok strukturalni blokovi u tečnostima imaju nižu povezanost.
U farmaceutskoj industriji se pokazalo da amorfni lekovi imaju veću bioraspoloživost od njihovih kristalnih ekvivalenata, zbog visoke rastvorljivosti amorfne faze. Štaviše, određena jedinjenja mogu biti podložiti taloženju u svom amorfnom obliku in vivo, i mogu uzrokovati međusobno smanjenje bioraspoloživosti ako se primenjuju zajedno.
Za čvrstu supstancu se kaže da je amorfna ako njene čestice nisu uređene kao kod kristala. Primjeri amorfnih tijela su staklo, gelovi, tanki filmovi i nanostrukturni materijali. Amorfne supstance imaju određenu uređenost čestica samo na kraćim rastojanjima, ali ne postoji uređenost u cijelom prostoru. Kod kristalnih supstanci postoji pravilnost u prostoru u rasporedu čestica, i jačine veza između čestica su jednake, zbog toga pri zagrijavanju kristala veze između čestica se raskidaju naglo na određenoj temperaturi, i kristali imaju tačno određenu temperaturu topljenja. S druge strane kod amorfnih supstanci  rastojanja između čestica nisu jednake u svim dijelovima, zbog toga nisu jednake ni privlačne sile između pojedinih čestica, i zbog toga pri zagrijavanju amorfnih supstanci ne postoji nagli prelaz iz čvrstog u tečno stanje na određenoj temperaturi, već pri zagrijavanju prvo omekšavaju, a zatim se tope u određenom temperaturnom intervalu. Čestice kod amorfnih supstanci su raspoređene haotično i u čvrstom stanju, s tim što je pokretljivost čestica u tečnom stanju je znatno veća. Zbog toga se stakla nekad nazivaju prehlađenim tečnostima.

## Fundamentalna svojstva amorfnih čvrstih materija

### Stakleni prelazna visokim temperaturama
Smrzavanje iz tečnog stanja u amorfno čvrsto stanje - staklena tranzicija - smatra se jednim od veoma važnih i nerešenih problema fizike.

### Univerzalna niskotemperaturna svojstva amorfnih čvrstih materija
Na veoma niskim temperaturama (ispod 1-10 K), velika porodica amorfnih čvrstih materija ima različita slična niskotemperaturna svojstva. Iako postoje različiti teorijski modeli, ni staklena tranzicija ni niskotemperaturna svojstva staklastih čvrstih materija nisu dobro shvaćeni na nivou fundamentalne fizike.
Amorfne čvrste materije su važna oblast fizike kondenzovane materije koja ima za cilj da razume ove supstance na visokim temperaturama staklene tranzicije i na niskim temperaturama ka apsolutnoj nuli. Od 1970-ih, niskotemperaturna svojstva amorfnih čvrstih materija su eksperimentalno proučavana veoma detaljno. Za sve ove supstance, specifična toplota ima (skoro) linearnu zavisnost kao funkciju temperature, a toplotna provodljivost ima skoro kvadratnu temperaturnu zavisnost. Ova svojstva se konvencionalno nazivaju anomalnim, jer se veoma razlikuju od svojstava kristalnih čvrstih materija.
Na fenomenološkom nivou, mnoga od ovih svojstava su opisana zbirkom tunelskih sistema na dva nivoa. Ipak, mikroskopska teorija ovih svojstava i dalje nedostaje nakon više od 50 godina istraživanja.
Zanimljivo je da je bezdimenzionalna količina unutrašnjeg trenja skoro univerzalna u ovim materijalima. Ova veličina je bezdimenzionalni odnos (do numeričke konstante) talasne dužine fonona i srednjeg slobodnog puta fonona. Pošto se teorija tunelskih dvostepenih stanja (TLS) ne bavi poreklom gustine TLS-ova, ova teorija ne može da objasni univerzalnost unutrašnjeg trenja, koje je zauzvrat proporcionalno gustini raspršenih TLS-ova. Teorijski značaj ovog važnog i nerešenog problema istakao je Entoni Leget.

## Nanostrukturni materijali
Ako je veličina kristala mala onda je teško napraviti razliku između amorfnih tijela i kristala. I amorfna tijela imaju neku uređenost čestica na malim rastojanjima atomskih veličina zbog prirode hemijskih veza. Takođe u veoma malim kristalima veliki broj molekula je raspoređeno uglavnom na površini ili blizu površine, zato što efekti dejstva površine vrše distorziju pozicije čestica što smanjuje uređenost čestica. Čak i pri najnaprednijim tehnikama određivanja strukture, kao što je difrakcija X zracima i prenos elektronskim mikroskopom, postoji teškoća pri određivanju da li se radi o kristalnom ili amorfnom tijelu na dužinama koje su atomskog reda.   

## Amorfni tanki filmovi
Amorfne faze su vazni dijelovi tankih filmova, koji su čvrsti slojevi debljine nekoliko nanometara do nekoliko desetina mikrometara koji su naneseni na supstrat. Za opisivanje mikrostrukture keramike i tankih filmova su razvijeni strukturni modeli zona kao funkcije homologne temperature Tk koja predstavlja odnos temperature taloženja i temperature topljenja. Prema ovim modelima potreban (ali ne i dovoljan uslov) za pojavljivanje amorfne faze je da T mora biti manje od 0,3 tj. da temperatura taloženja mora biti niza od 30% temperature topljenja. Za veće vrijednosti, površinska difuzija izdvojenih atomskih vrsta bi omogućila formiranje kristala sa visokom uređenoscu atoma. 
Što se tiče specifične primene, amorfni metalni slojevi su igrali važnu ulogu u diskusiji o superprovodljivosti amorfnih metala. Superprovodljivost amorfnih metala, uključujući amorfne metalne tanke filmove, sada se smatra da nastaje zahvaljujući fononski-posredovanom Kuperovom uparivanju, a uloga strukturalnog poremećaja može se racionalizovati na osnovu jakog-uparivanja Eliašbergove teorije superprovodljivosti. Danas se optički pokrovni slojevi koji se prave od 2, 2,  itd, i njihovih kombinacija, većinom se sastoje od amorfnih faza ovih komponenata. Tanki amorfni filmovi se takođe primjenjuju za razdvajanje gasa kod membranski slojevi. Oni su uglavnom napravljeni od tankog sloja 2, čija debljina ne premašuje nekoliko nm, i koji služe kao izolator iznad provodnog kanala MOSFET-a. Takođe, hidrogenizovani amorfni silicijum tj. a-Si:H ima tehničku primjenu u solarnim ćelijama na bazi tankih filmova. Kod a-Si:H nedostatak uređenosti između atoma silicijuma se javlja zbog prisustva vodonika u vidu nekoliko procenata. 
Pojavljivanje amorfnih faza je takođe vazno u proučavanju rasta tankih filmova. Rast polikristalnih filmova često počinje amorfnim slojem, čija debljina može biti samo nekoliko nm. Najbolje ispitan primjer je tanki polikristalni silicijumski film gdje je početni amorfni sloj posmatran u mnogim ispitivanjima. Komadi polikristala su identifikovani pomoću transmisionog elektronskog mikroskopa i uočeno je da rastu iz amorfnog sloja nakon što amorfni sloj dostigne određenu debljinu, čija precizna vrijednost zavisi od temperature izdvajanja, pritiska i raznih drugih parametara. Ovaj fenomen je interpretiran u okviru Ostvladovih pravila o stanjima koje predviđa formiranje manje stabilnih faza koje tokom vremena kondenzacija prelaze u stabilnije oblike. Eksperimentalna proučavanja ovog fenomena zahtijevaju određeno stanje površine supstrata i njegovu gustinu nakon koje se stvara tanki film.

## Literatura
- R. Zallen (1969). The Physics of Amorphous Solids. Wiley Interscience.
- S.R. Elliot (1990). The Physics of Amorphous Materials (2nd изд.). Longman.
- N. Cusack (1969). The Physics of Structurally Disordered Matter: An Introduction. IOP Publishing.
- N.H. March; R.A. Street; M.P. Tosi, ур. (1969). Amorphous Solids and the Liquid State. Springer.
- D.A. Adler; B.B. Schwartz; M.C. Steele, ур. (1969). Physical Properties of Amorphous Materials. Springer.
- A. Inoue; K. Hasimoto, ур. (1969). Amorphous and Nanocrystalline Materials. Springer.
- Klement, W.; Willens, R. H.; Duwez, POL (1960). „Non-crystalline Structure in Solidified Gold-Silicon Alloys”. Nature. 187 (4740): 869—870. Bibcode:1960Natur.187..869K. S2CID 4203025. doi:10.1038/187869b0.
- Libermann H.; Graham C. (1976). „Production Of Amorphous Alloy Ribbons And Effects Of Apparatus Parameters On Ribbon Dimensions”. IEEE Transactions on Magnetics. 12 (6): 921. Bibcode:1976ITM....12..921L. doi:10.1109/TMAG.1976.1059201.
- Roya, R; Majumdara, A.K. (1981). „Thermomagnetic and transport properties of metglas 2605 SC and 2605”. Journal of Magnetism and Magnetic Materials. 25 (1): 83—89. Bibcode:1981JMMM...25...83R. doi:10.1016/0304-8853(81)90150-5.
- King, D.M.; Middleburgh, S.C.; Liu, A.C.Y.; Tahini, H.A.; Lumpkin, G.R.; Cortie, M. (januar 2014). „Formation and structure of V–Zr amorphous alloy thin films” (PDF). Acta Materialia. 83: 269—275. doi:10.1016/j.actamat.2014.10.016. hdl:10453/41214.
- Middleburgh, S.C.; Burr, P.A.; King, D.M.; Edwards, L.; Lumpkin, G.R.; Grimes, R.W. (novembar 2015). „Structural stability and fission product behaviour in U3Si”. Journal of Nuclear Materials. 466: 739—744. Bibcode:2015JNuM..466..739M. doi:10.1016/j.jnucmat.2015.04.052.
- Royall, C. Patrick; Williams, Stephen R. (2015). „The role of local structure in dynamical arrest”. Physics Reports. The role of local structure in dynamical arrest (на језику: енглески). 560: 1—75. ISSN 0370-1573. S2CID 118541003. arXiv:1405.5691 . doi:10.1016/j.physrep.2014.11.004.
- Wei, Dan; Yang, Jie; Jiang, Min-Qiang; Dai, Lan-Hong; Wang, Yun-Jiang; Dyre, Jeppe C.; Douglass, Ian; Harrowell, Peter (2019). „Assessing the utility of structure in amorphous materials”. The Journal of Chemical Physics. 150 (11): 114502. ISSN 0021-9606. PMID 30902013. S2CID 53074663. doi:10.1063/1.5064531.
- Duarte, M. J.; Bruna, P.; Pineda, E.; Crespo, D.; Garbarino, G.; Verbeni, R.; Zhao, K.; Wang, W. H.; Romero, A. H.; Serrano, J. (2011). „Polyamorphic transitions in Ce-based metallic glasses by synchrotron radiation”. Physical Review B. 84 (22): 224116. ISSN 1098-0121. S2CID 122582302. doi:10.1103/PhysRevB.84.224116..
- Liu, Chaoren; Pineda, Eloi; Crespo, Daniel (2015). „Mechanical Relaxation of Metallic Glasses: An Overview of Experimental Data and Theoretical Models”. Metals. 5 (2): 1073—1111. ISSN 2075-4701. doi:10.3390/met5021073 ..
- Telford, Mark (mart 2004). „The case for bulk metallic glass”. Materials Today. 7 (3): 36—43. doi:10.1016/S1369-7021(04)00124-5 .
- Kumar, Golden; Neibecker, Pascal; Liu, Yan Hui; Schroers, Jan (26. 2. 2013). „Critical fictive temperature for plasticity in metallic glasses”. Nature Communications. 4 (1): 1536. Bibcode:2013NatCo...4.1536K. PMC 3586724 . PMID 23443564. doi:10.1038/ncomms2546.
- „New metallic glass material created by starving it of nuclei”. newatlas.com (на језику: енглески). 8. 12. 2017. Приступљено 9. 12. 2017.

## Spoljašnje veze
- -author= -